# 스테파노 라바리니
스테파노 라바리니(Stefano Lavarini, 1979년 1월 17일 ~ )는 이탈리아의 배구 감독이다. 현재 누미아 베로 발리 몬짜를 맡고 있다.

## 경력
- 1995 ~ 1999 팔라볼로 오메가
- 1999 ~ 2003 AGIL 트레케이트
- 2003 ~ 2004 센트노 볼리 스페치아
- 2004 ~ 2007 치에리
- 2007 ~ 2010 클럽 이탈리아
- 2010 ~ 2017 베르가모
- 2017 ~ 2019 미나스 감독 (브라질 수페르 리가)
- 2019 ~ 2020 부스토 아르시치오 (이탈리아 세리에A)
- 2019 ~ 2021 한국 여자 배구 대표팀 감독
- 2020 ~ 이고르 고르곤졸라 노바라 (이탈리아 세리에A)
- 2022 ~ 현재 폴란드 국가대표팀 감독

## 수상 경력(감독)

### 단체 수상

#### 국가대표팀
- 대한민국 여자 배구 국가대표팀 (2019-2021)
  - 아시아 선수권
    -  3위 (1회) : 2019

#### 개인 클럽
- 베르가모 (2010-2017)
  - 이탈리아 컵
    -  우승 (1회) : 2015-16

- 미나스 테니스 클럽 (2017-2019)
  -  FIVB 여자 배구 클럽 세계 선수권
    -  준우승 (1회) : 2018

  - 남미 클럽 선수권대회
    -  우승 (2회) : 2018, 2019

  - 브라질 컵
    -  우승 (1회) : 2018

  - 브라질 챔피언십
    -  우승 (1회) : 2018-19